# University of the Pacific
Die University of the Pacific (auch Pacific oder UOP genannt) ist eine Privatuniversität in Stockton im US-Bundesstaat Kalifornien. Der Hauptcampus befindet sich in Stockton, weitere Standorte gibt es in San Francisco und Sacramento. Derzeit sind 6.196 Studenten eingeschrieben, davon 4.615 in Stockton.

## Geschichte
Die University of the Pacific wurde am 10. Juli 1851 in Santa Clara unter dem Namen California Wesleyan College gegründet. 1871 zog die Hochschule nach San Jose um, und Frauen wurden zum Studium zugelassen. 1911 wurde der Name in College of the Pacific (COP) geändert. 1925 zog sie nach Stockton um und erhielt 1961 ihren heutigen Namen. 1962 fusionierte die UOP mit dem San Francisco College of Physicians and Surgeons und 1966 mit der McGeorge School of Law.

## Organisationale Gliederung
- Geisteswissenschaften (College of the Pacific, Stockton)
- Ingenieurwissenschaften und Informatik (Stockton)
- Internationale Studien (Stockton)
- Musik (Stockton – älteste Musikfakultät an der Westküste)
- Pädagogik (Gladys L. Benerd School of Education, Stockton)
- Pharmazie und Gesundheit (Thomas J. Long School of Pharmacy and Health Sciences, Stockton)
- Rechtswissenschaften (McGeorge School of Law, Sacramento)
- Wirtschaftswissenschaften (Eberhardt School of Business, Stockton)
- Zahnmedizin (Arthur A. Dugoni School of Dentistry, San Francisco)
- The Office or Research and Graduate Studies, Stockton

## Sport
Die Sportteams der Hochschule sind die Pacific Tigers. Die Hochschule ist Mitglied in der West Coast Conference.

## Persönlichkeiten
- Dave Brubeck '42 –  Jazzpianist
- Robert Culp ’49 – Schauspieler
- Jamie Lee Curtis '79 – Schauspielerin
- Doris Dörrie, '75 – deutsche Filmregisseurin
- Jo Van Fleet – Schauspielerin
- Tom Flores, '37 – American-Football-Spieler und -Trainer
- Chris Isaak '80 – Schauspieler und Musiker
- Janet Leigh '47 – Schauspielerin (ohne Abschluss)
- Darren McGavin '48 – Schauspieler
- Bridget Marquardt – Model, Schauspielerin